# Aquarelliste
Aquarelliste, née le 23 janvier 1998, est un cheval de course pur-sang français. 

## Carrière de courses
Portant les couleurs de Daniel Wildenstein, qui en est l'éleveur, Aquarelliste débute à 3 ans sous la houlette d'André Fabre. Elle remporte son maiden et une Listed. Mais en ce printemps 2001, retentissant divorce de luxe entre Daniel Wildenstein dont la casaque historique a fait valser les entraîneurs, et André Fabre, le numéro 1 français, au palmarès aussi riche que le personnage est réputé pour son laconisme. "Problème de communication" argue Alec Wildenstein, le fils de Daniel, qui transfère ses 42 chevaux dans les boxes d'Élie Lellouche, autre entraîneur historique de l'écurie des bleus. Aquarelliste se présente au départ du Prix de Diane avec un nouveau jockey (Dominique Bœuf prenant la place d'Olivier Peslier), peu d'expérience mais forte des bonnes impressions qu'elle a laissées, qui lui valent de compter parmi les favorites. À la faveur d'une longue accélération, elle s'impose brillamment, confirmant qu'elle est une pouliche d'exception. De retour à l'automne, elle confirme qu'elle est bien la meilleure pouliche française, voire européenne, en remportant le Prix Vermeille, certes de justesse puisqu'une courte encolure seulement la sépare de la Lagardère Diamilina. Invaincue en quatre courses, leader de sa génération, Aquarelliste s'aligne en prétendante à la victoire dans le Prix de l'Arc de Triomphe. Mais tandis que le champion anglais Sakhee s'envole en tête, elle termine en tête des battues à l'issue d'un parcours malheureux. Malgré cette première défaite, la pouliche en bleu réalise une performance de haute volée.  
En 2002, Aquarelliste fait un retour en fanfare en s'adjugeant d'entrée le Prix Ganay. Mais deux mois plus tard elle doit s'avouer vaincue dans le Grand Prix de Saint-Cloud, terminant troisième. Pour son premier déplacement à l'étranger, elle échoue nettement dans les King George VI & Queen Elizabeth Stakes, semblant un ton en dessous par rapport à ses performances à 3 ans. Mais à l'automne, sa victoire dans le Prix Foy, une préparatoire au Prix de l'Arc de Triomphe, fait renaître l'espoir : la jument se présente au départ de l'Arc avec des ambitions retrouvées. Troisième favorite derrière les 3 ans High Chaparral et Sulamani, elle ne peut finalement que faire de la figuration dans une course remportée par l'outsider Marienbard devant Sulamani et High Chaparral. Cette saison en demi-teinte s'achève à Hong Kong, en décembre, où Aquarelliste obtient une belle deuxième place derrière Ange Gabriel, qui l'avait déjà battue à Saint-Cloud, dans le Hong Kong Vase. 
Restée à l'entraînement à 5 ans, Aquarelliste fait de nouveau une rentrée victorieuse, cette fois dans le Prix Exbury, en prélude à une tentative audacieuse dans la Dubaï World Cup, sur le dirt de Nad Al Sheba, une surface inconnue pour elle. Mais l'expédition tourne au vinaigre, la jument ne s'adapte pas au sable dubaïote et termine à une anonyme neuvième place, synonyme de fin de carrière, puisque Aquarelliste rentre aussitôt au haras pour être saillie par Sadler's Wells. 

### Résumé de carrière
| Date         | Hippodrome   | Pays        | Course                                  | Statut      | Distance    | Jockey      | Place       | Écart       | Vainqueur ou deuxième |
| 2001, 3 ans  | 2001, 3 ans  | 2001, 3 ans | 2001, 3 ans                             | 2001, 3 ans | 2001, 3 ans | 2001, 3 ans | 2001, 3 ans | 2001, 3 ans | 2001, 3 ans           |
| ------------ | ------------ | ----------- | --------------------------------------- | ----------- | ----------- | ----------- | ----------- | ----------- | --------------------- |
| 29 avril     | Longchamp    | France      | Prix de la Cerisaie                     | Maiden      | 2 000 m     | O. Peslier  | 1er / 9     | 3           | Khaliyna              |
| 21 mai       | Chantilly    | France      | Prix Mélisande                          | Listed      | 2 000 m     | O. Peslier  | 1er / 5     | 2 ½         | Sugar Mill            |
| 10 juin      | Chantilly    | France      | Prix de Diane                           | Gr. 1       | 2 100 m     | D. Bœuf     | 1er / 12    | 1 ½         | Nadia                 |
| 16 septembre | Longchamp    | France      | Prix Vermeille                          | Gr. 1       | 2 400 m     | D. Bœuf     | 1er / 12    | cte enc.    | Diamilina             |
| 7 octobre    | Longchamp    | France      | Prix de l'Arc de Triomphe               | Gr. 1       | 2 400 m     | D. Bœuf     | 2e / 17     | 6           | Sakhee                |
| 2002, 4 ans  |              |             |                                         |             |             |             |             |             |                       |
| 28 avril     | Longchamp    | France      | Prix Ganay                              | Gr. 1       | 2 100 m     | D. Bœuf     | 1er / 7     | 1/2         | Execute               |
| 30 juin      | Saint-Cloud  | France      | Grand Prix de Saint-Cloud               | Gr. 1       | 2 400 m     | D. Bœuf     | 3e / 6      | 2           | Ange Cabriel          |
| 27 juillet   | Ascot        | Royaume-Uni | King George VI & Queen Elizabeth Stakes | Gr. 1       | 2 400 m     | D. Bœuf     | 4e / 9      | 5 ¾         | Golan                 |
| 15 septembre | Longchamp    | France      | Prix Foy                                | Gr. 2       | 2 400 m     | D. Bœuf     | 1er / 5     | 1           | Anabaa Blue           |
| 6 octobre    | Longchamp    | France      | Prix de l'Arc de Triomphe               | Gr. 1       | 2 400 m     | D. Bœuf     | 6e / 16     | 2           | Marienbard            |
| 15 décembre  | Sha Tin      | Hong Kong   | Hong Kong Vase                          | Gr. 1       | 2 400 m     | D. Bœuf     | 2e / 14     | 3/4         | Ange Gabriel          |
| 2003, 5 ans  |              |             |                                         |             |             |             |             |             |                       |
| 8 mars       | Saint-Cloud  | France      | Prix Exbury                             | Gr. 3       | 2 000 m     | D. Bœuf     | 1er / 7     | 5           | Caesarion             |
| 29 mars      | Nad Al Sheba | Dubaï       | Dubaï World Cup                         | Gr. 1       | 2 000 m     | D. Bœuf     | 9e / 11     | 19          | Moon Ballad           |

## Au haras
Aquarelliste a fait honneur à sa famille maternelle en perpétuant la lignée des A (voir ci-dessous), donnant pas moins de quinze produits, parmi lesquels : 
- Aquarelle Rare (2005, Rainbow Quest), mère de :
  - Art du Val (No Nay Never) : 3e Zabeel Mile (Gr.2, UAE), Al Rashidiya. 4e Jebbel Hatta (Gr.1)
- Artiste Divine (2010, Peintre Célèbre) : 2e Prix Minerve (Gr.3)
- Âme Bleue (2012, Dubawi) : Prix de Royaumont, 2e Prix Jean Romanet, La Coupe de Maisons-Laffitte (Gr.3)

## Origines
Aquarelliste est une fille de l'immense Danehill, l'un des plus grands étalons de la fin du XXe siècle, multiple tête de liste des étalons en Europe et en Australie, père de près de 90 lauréats de groupe 1 sur les deux hémisphères, un record qui ne sera battu que par Galileo. 
Comme de tradition dans l'élevage Wildenstein, les lignées sont identifiables par les initiales des chevaux. Aquarelliste appartient donc à la superbe lignée des A, celle de sa grand-mère Almyre, qui intégra la jumenterie Wildenstein dans les années 70. On y trouve tant d'excellents chevaux qu'il est impossible de tous les répertorier, mais on peut tracer une descendance sélective depuis la quatrième mère Ad Altiora : 
- Ad Altiora (1953, par Labrador) : Prix de Pomone, 2e Prix Pénélope, Prix Cléopâtre, Prix de Royallieu, 3e Prix Vermeille, Prix Vanteaux. Mère de :
  - Altissima (1960, Klairon) : Poule d'Essai des Pouliches, Prix Vanteaux.
  - Sursum Corda (1968, Le Haar), mère de :
    - Sumayr (1982, Ela-Mana-Mou) : Grand Prix de Paris, Preis von Europa, 2e Woodbine International Stakes, 4e Prix de l'Arc de Triomphe.

  - Ad Gloriam (1958, Alizier), mère de :
    - Amya (1969, Sanctus), mère de :
      - Agent Double (1981, One For All) : Prix Royal Oak, Prix de Lutèce, Grand Prix de Vichy.
      - Air de Cour (1982, Vigors) : Prix du Cadran, Grand Prix de Deauville, Prix Vicomtesse Vigier, 2e Prix du Jockey Club, Prix de Barbeville.

    - Almyre (1964, Wild Risk) : 2e Prix de Pomone. Mère de :
      - Ashmore (1971, Luthier) : Grand Prix de Deauville, Prix Jean-de-Chaudenay, 2e Grand Prix de Saint-Cloud, Coronation Cup, 3e Prix Royal Oak.
      - Art Bleu (1987, Legend of France) : La Coupe, 2e Grand Prix d'Évry, 3e Prix d'Harcourt.
      - Acoma (1973, Rheffic) : Prix Minerve. Mère de :
        - Agent Bleu (1987, Vacarme) : Prix Dollar.

      - Amenity (1979, Luthier), mère de :
        - I Try (1984, Try My Best) : 2e Germinston November Handicap (Gr.1, Afrique du Sud)

      - Abbey (1974, Jim French) :
        - Deuxième mère de : 
          - Abbatiale (1995, Kaldoun) : Prix Pénélope, 2e Prix de Diane.
          - Aubergade (1996, Kaldoun) : 2e Prix Pénélope, 3e Prix de Pomone.

        - Troisième mère de : 
          - Bolshoi Ballet (2018, Galileo) : Belmont Derby Invitational, Ballysax Stakes, Derby Trial Stakes.

      - Albertine (1981, Irish River) : Prix de l'Opéra, 4e E.P. Taylor Stakes. Mère de :
        - Afrique Bleu Azur (1980, Sagace), mère de :
          - Cape Verdi (1995, Caerleon) : 1000 Guineas, Lowther Stakes, 3e Falmouth Stakes.

        - Asnières (1992, Spend a Buck), mère de :
          - Forgotten Voice (2005, Danehill Dancer) : Glorious Stakes, 3e Joel Stakes, 4e Sussex Stakes.
          - Australie (2001, Sadler's Wells) : Prix de Flore.
          - Attire (2009, Danehill Dancer), mère de :
            - Luxembourg (2019, Camelot) : Futurity Trophy, Irish Champion Stakes, Beresford Stakes, Royal Whip Stakes, 3e 2000 Guineas.
            - Leo du Fury (2016, Australia) : Mooresbridge Stakes, Royal Whip Stakes.

        - Alamo Bay (1993, Nureyev) : Prix du Pin.
        - Ange Bleu (1994, Alleged), mère de :
          - Angara (2001, Alzao) : Beverly D. Stakes, Diana Stakes.

        - Altana (1998, Mountain Cat), mère de :
          - Galatée (2003, Galileo) : Blue Wind Stakes. Mère de :
            - Dartmouth (2012, Dubawi) : Hardwicke Stakes, Yorkshire Cup, John Porter Stakes, Ormonde Stakes. 2e Canadian International Stakes, Lonsdale Cup, 3e King George VI & Queen Elizabeth Stakes.
            - Manatee (2011, Monsun) : Prix du Conseil de Paris, Grand Prix de Chantilly, 3e Prix Vicomtesse Vigier, 4e Grand Prix de Saint-Cloud.

        - Arcangues (1988, Sagace) : Breeders' Cup Classic, Prix de la Forêt.
        - Agathe (1991, Manila) : Prix de Psyché, 2e Poule d'Essai des Pouliches, Prix Corrida, Prix Edmond Blanc, 3e Prix de Diane, Prix d'Astarté, Prix du Chemin de Fer du Nord.
          - Annenkov (2002, Danehill) : Prix Gontaut-Biron, 2e CB Cox Stakes (Gr.2, Australie), La Coupe, 3e Railway Stakes (Gr.1, Australie), Coongy Handicap, 4e Kingston Town Classic.
          - Arme Ancienne (1999, Sillery), mère de :
            - Ziyad (2015, Rock of Gibraltar) : Grand Prix de Deauville, 2e Grand Prix de Saint-Cloud, Grand Prix de Chantilly, Prix de Lutèce, 3e Canadian International Stakes.

          - Artiste Royal (2001, Danehill) : Charles Wittingham Memorial (Gr.1), Clement Hirsch Memorial, San Marco Stakes, La Coupe, 2e Frank E. Kilroe Mile, 3e Turf Classic.
          - Aquarelliste

### Pedigree
| Origines de Aquarelliste (FR), jument baie né en 1998 | Origines de Aquarelliste (FR), jument baie né en 1998 | Origines de Aquarelliste (FR), jument baie né en 1998 | Origines de Aquarelliste (FR), jument baie né en 1998 |
| ----------------------------------------------------- | ----------------------------------------------------- | ----------------------------------------------------- | ----------------------------------------------------- |
| Père Danehill 1986                                    | Danzig                                                | Northern Dancer                                       | Nearctic                                              |
| Père Danehill 1986                                    | Danzig                                                | Northern Dancer                                       | Natalma                                               |
| Père Danehill 1986                                    | Danzig                                                | Pas de Nom                                            | Admiral's Voyage                                      |
| Père Danehill 1986                                    | Danzig                                                | Pas de Nom                                            | Petitioner                                            |
| Père Danehill 1986                                    | Razyana                                               | His Majesty                                           | Ribot                                                 |
| Père Danehill 1986                                    | Razyana                                               | His Majesty                                           | Flower Bowl                                           |
| Père Danehill 1986                                    | Razyana                                               | Spring Adieu                                          | Buckpasser                                            |
| Père Danehill 1986                                    | Razyana                                               | Spring Adieu                                          | Natalma                                               |
| Mère Agathe 1991                                      | Manila                                                | Lyphard                                               | Northern Dancer                                       |
| Mère Agathe 1991                                      | Manila                                                | Lyphard                                               | Goofed                                                |
| Mère Agathe 1991                                      | Manila                                                | Doña Ysidra                                           | Le Fabuleux                                           |
| Mère Agathe 1991                                      | Manila                                                | Doña Ysidra                                           | Matriarch                                             |
| Mère Agathe 1991                                      | Albertine                                             | Irish River                                           | Riverman                                              |
| Mère Agathe 1991                                      | Albertine                                             | Irish River                                           | Irish Star                                            |
| Mère Agathe 1991                                      | Albertine                                             | Almyre                                                | Wild Risk                                             |
| Mère Agathe 1991                                      | Albertine                                             | Almyre                                                | Ad Gloriam (famille 8-f)                              |